# 知立市文化会館
知立市文化会館（ちりゅうしぶんかかいかん）は、愛知県知立市にあるホール。愛称はパティオ池鯉鮒（ちりゅう）。愛称のパティオとはスペイン語で中庭を意味し、館内に4つの中庭があることや市民が集い交流できる中庭のような場になるよう思いを込めて、また池鯉鮒とはかつてこの地が池鯉鮒宿と呼ばれていたことから名付けられた。
管理運営は指定管理者制度の導入により一般財団法人ちりゅう芸術創造協会が行っている。

## 概要

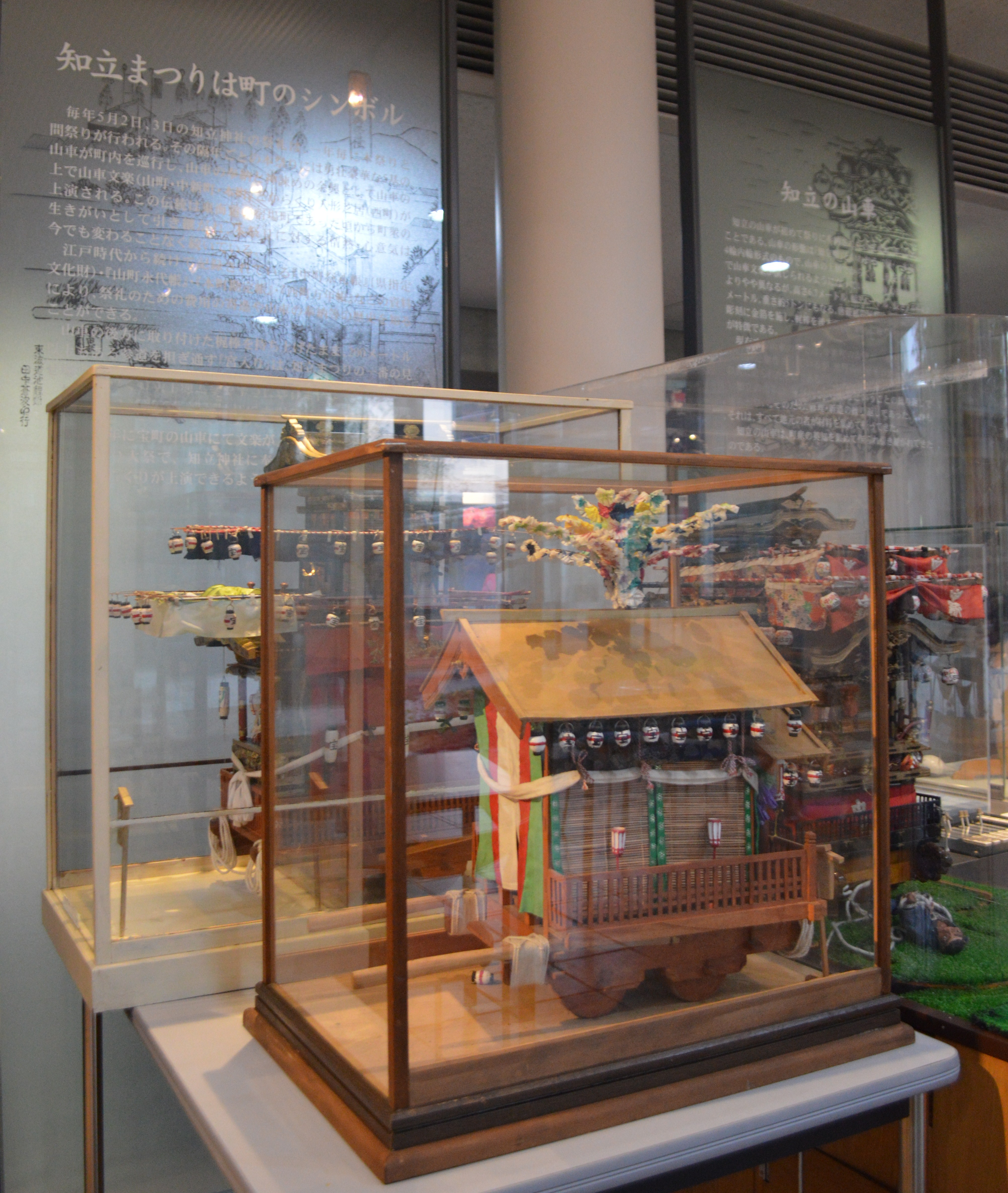
知立まつりの展示物

知立市の市制30周年を記念して、2000年7月に開館した総合文化施設で、かきつばたホールおよび花しょうぶホールの2つのホールほかギャラリーなどを備える。また、山車文楽・からくり展示ロビーでは、国の重要無形民俗文化財に指定されている「知立の山車文楽とからくり」に使用される人形の展示など、知立まつりについての展示・紹介が行われている。

## 施設

### 施設全体
- 敷地面積 : 23,870.79m2[4]
- 建設面積 : 7,104.62m2[4]
- 延べ床面積 : 10,857.52m2[4]
- 階数 : 地上４階、地下１階[4]
- 構造 : RC造、SRC造及びS造[4]
- 設計 : 日本設計[3]

### 主な施設
かきつばたホール
- プロセニアム形式のホールでコンサートや舞台芸術のほか式典や講演会などに使用できる。
  - 座席数 : 841席 - 1,004席（最大）[4]

花しょうぶホール
- 演劇や小規模な発表会、展示会、パーティー会場として使用できる
  - 座席数 : 244席 - 293席[4]。

ギャラリー
- 回廊型ギャラリーで展示会や作品展示に使用できる。
  - 面積 : 214m2[4]

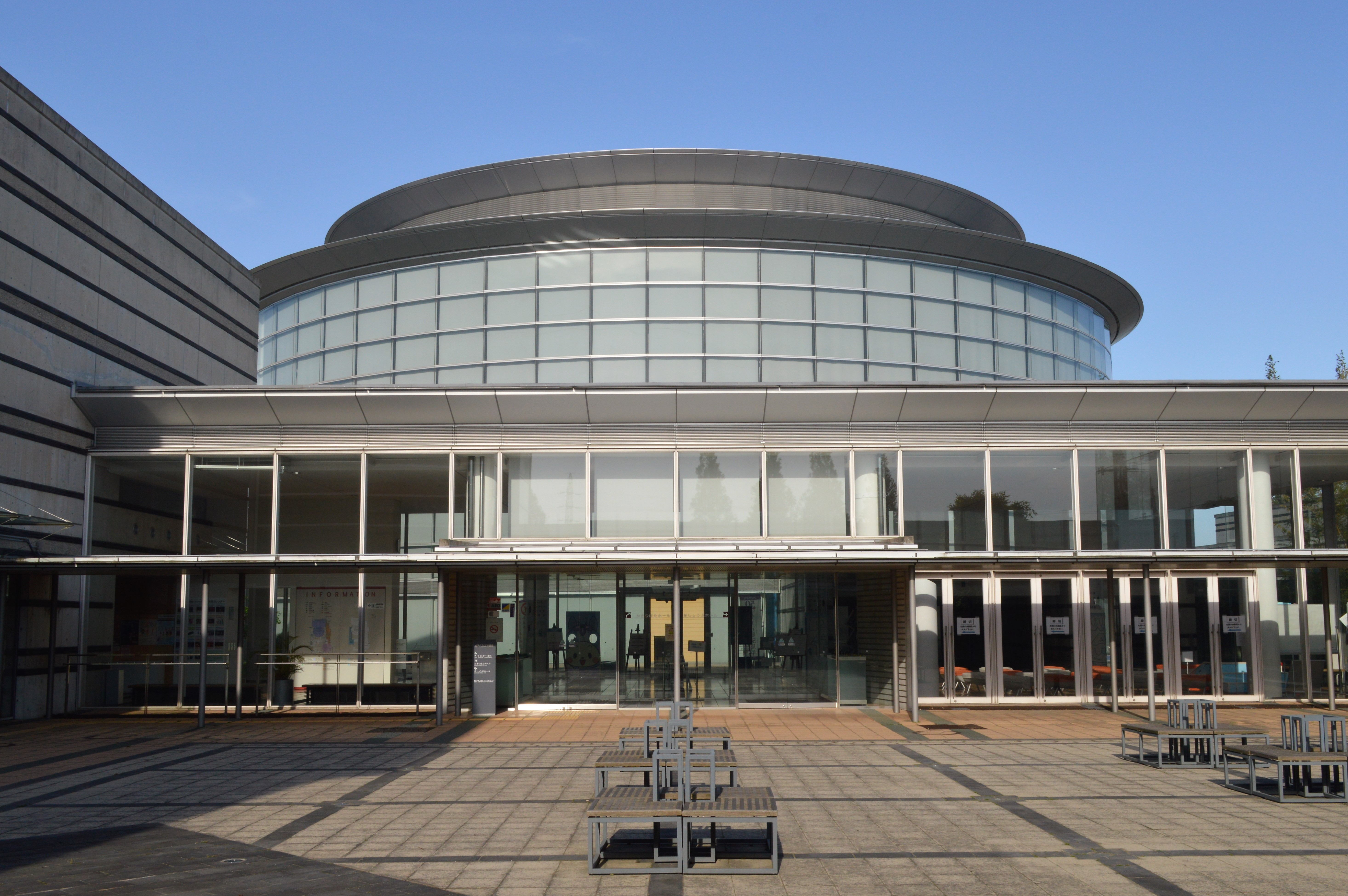
かきつばたホール
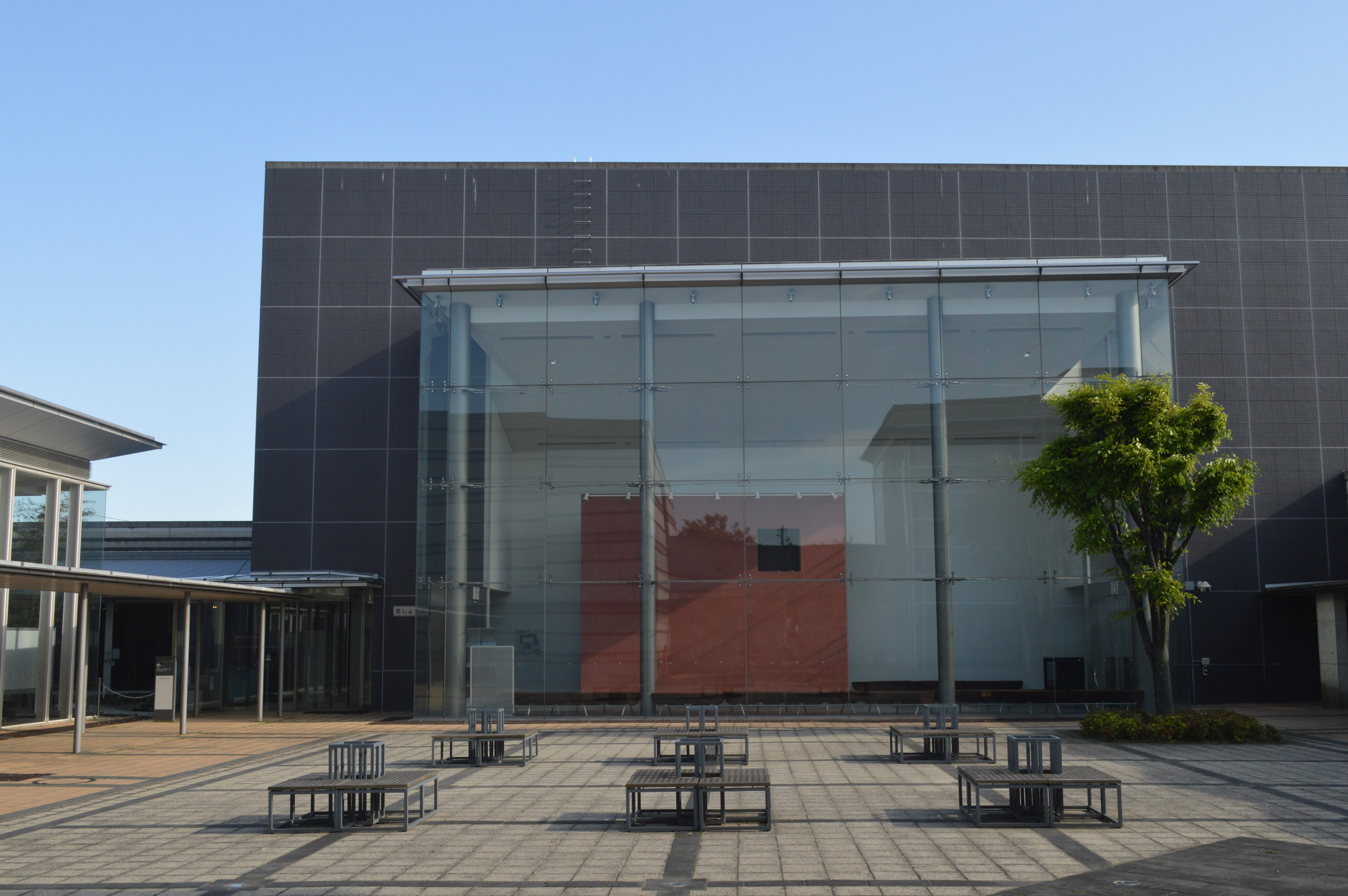
花しょうぶホール

## 交通アクセス
- 名鉄名古屋本線「知立駅」より徒歩約20分、タクシーで約10分。
- JR東海道線「三河安城駅」よりタクシーで約15分。
- 知立市コミュニティバス（ミニバス）「文化会館」で下車。
- 国道23号線知立バイパス上重原ICより車で約5分。